# Distrito electoral federal 7 de Nuevo León
El VII Distrito Electoral Federal de Nuevo León es uno de los 300 Distritos Electorales en los que se encuentra dividido el territorio de México para la elección de diputados federales y uno de los 12 que corresponden al estado de Nuevo León. Su cabecera es la ciudad de García y su actual representante es Andrés Pintos Caballero del Partido Verde Ecologista de México.
El distrito se encuentra en la parte norte del estado de Nuevo León y lo forman los municipios de Abasolo, Agualeguas, Anáhuac, Bustamante, Carmen, Ciénega de Flores, García, General Zuazua, Hidalgo, Higueras, Lampazos de Naranjo, Mina, Parás, Sabinas Hidalgo, Salinas Victoria, Vallecillo y Villaldama. La población que en él habita asciende a los 372 448 habitantes, mientras que el número total de electores es de 376 323.

## Distritaciones

### Distritación 1978 - 1996
Con la distritación de 1978, este distrito fue conformado por una fracción del municipio de Monterrey y la totalidad de los municipios de García y San Pedro Garza García, siendo esta última ciudad su cabecera. Todos los municipios que actualmente conforman el distrito pertenecían durante estos años al distrito federal 6, exceptuando a García que ya formaba parte de este distrito.

### Distritación 1996 - 2005
Entre 1996 y 2005 el distrito fue formado por la parte central del municipio de Monterrey, siendo esta misma ciudad su cabecera. García y San Pedro Garza García que formaron el distrito de 1978 a 1996 pasaron a pertenecer al distrito federal 1.
Los municipios que actualmente conforman el distrito se encontraban distribuidos de la siguiente manera. Anáhuac, Bustamante, García, Lampazos de Naranjo y Mina pertenecían al distrito federal 1. Abasolo, Agualeguas, Carmen, Ciénega de Flores,General Zuazua, Hidalgo, Higueras, Parás, Sabinas Hidalgo, Salinas Victoria, Vallecillo y Villaldama eran parte del distrito federal 2.

### Distritación 2005 - 2017
En 2005 el distrito sufrió ligeras modificaciones en sus límites pero continuó siendo conformado por la zona central del municipio de Monterrey. Todos los municipios que actualmente forman el distrito se encontraban durante este periodo en el distrito federal 12.

### Distritación 2017 - actualidad
Con la redistritación de 2017 se reconfiguró la composición del distrito para ser formado por Abasolo, Agualeguas, Anáhuac, Bustamante, Carmen, Ciénega de Flores, García, General Zuazua, Hidalgo, Higueras, Lampazos de Naranjo, Mina, Parás, Sabinas Hidalgo, Salinas Victoria, Vallecillo y Villaldama. Su cabecera es desde entonces la ciudad de García.
La fracción del municipio de Monterrey que previamente lo formaba pasó a ser parte de los distritos federales 6 y 10.

## Diputados por el distrito
| Diputado | Diputado                             | Legislatura | Período                                           | Partido                              |
| -------- | ------------------------------------ | ----------- | ------------------------------------------------- | ------------------------------------ |
|          | Julio Camelo Martínez                | XLIX        | 1 de septiembre de 1973 - 31 de agosto de 1976    | Partido Revolucionario Institucional |
|          | Roberto Olivares Vera                | L           | 1 de septiembre de 1976 - 31 de agosto de 1979    | Partido Revolucionario Institucional |
|          | Andrés Montemayor Hernández          | LI          | 1 de septiembre de 1979 - 31 de agosto de 1982    | Partido Revolucionario Institucional |
|          | Ricardo Cavazos Galván               | LII         | 1 de septiembre de 1982 - 31 de agosto de 1985    | Partido Revolucionario Institucional |
|          | Romeo Flores Caballero               | LIII        | 1 de septiembre de 1985 - 31 de agosto de 1988    | Partido Revolucionario Institucional |
|          | Ismael Garza T González              | LIV         | 1 de septiembre de 1988 - 31 de agosto de 1991    | Partido Revolucionario Institucional |
|          | Eloy Cantú Segovia                   | LV          | 1 de septiembre de 1991 - 31 de agosto de 1994    | Partido Revolucionario Institucional |
|          | Dante Decanini Livas                 | LVI         | 1 de septiembre de 1994 - 31 de agosto de 1997    | Partido Revolucionario Institucional |
|          | Israel Hurtado Acosta                | LVII        | 1 de septiembre de 1997 - 31 de agosto de 2000    | Partido Acción Nacional              |
|          | Juan Carlos Ruiz García              | LVII        | 1 de septiembre de 1997 - 31 de agosto de 2000    | Partido Acción Nacional              |
|          | Raúl Gracia Guzmán                   | LVIII       | 1 de septiembre de 2000 - 31 de agosto de 2003    | Partido Acción Nacional              |
|          | Alfonso González Ruíz                | LIX         | 1 de septiembre de 2003 - 31 de agosto de 2006    | Partido Revolucionario Institucional |
|          | Karimme Isabel Suro Barbosa          | LIX         | 1 de septiembre de 2003 - 31 de agosto de 2006    | Partido Revolucionario Institucional |
|          | Cristian Castaño Contreras           | LX          | 1 de septiembre de 2006 - 31 de agosto de 2009    | Partido Acción Nacional              |
|          | Felipe Enríquez Hernández            | LXI         | 1 de septiembre de 2009 - 31 de agosto de 2012    | Partido Revolucionario Institucional |
|          | Martín López Cisneros                | LXII        | 1 de septiembre de 2012 - 30 de noviembre de 2015 | Partido Acción Nacional              |
|          | Pablo Elizondo García                | LXIII       | 1 de septiembre de 2015 - 30 de noviembre de 2018 | Partido Revolucionario Institucional |
|          | César Alberto Serna de León          | LXIII       | 1 de septiembre de 2015 - 30 de noviembre de 2018 | Partido Revolucionario Institucional |
|          | Laura Erika de Jesús Garza Gutiérrez | LXIV        | 1 de septiembre de 2018 - 31 de agosto de 2021    | Partido Encuentro Social             |
|          | Andrés Pintos Caballero              | LXV         | 1 de septiembre de 2018 - En el cargo             | Partido Verde Ecologista de México   |

## Resultados electorales recientes

### Diputado federal
|  | 26.88 % |

|  | 20.70 % |

|  | 18.67 % |

|  | 11.30 % |

|  | 7.61 % |

|  | 5.69 % |

|  | 3.65 % |

|  | 1.96 % |

|  | 3.55 % |

|  | 100.0 % |

### Presidente de la República
|  | 40.48 % |

|  | 23.77 % |

|  | 19.30 % |

|  | 13.68 % |

|  | 2.76 % |

|  | 100.0 % |

### Senadores de la República
|  | 25.04 % |

|  | 19.76 % |

|  | 17.74 % |

|  | 15.79 % |

|  | 8.28 % |

|  | 4.97 % |

|  | 3.11 % |

|  | 1.79 % |

|  | 3.52 % |

|  | 100.0 % |